# Chiesa di San Giuliano (Bonate Sotto)
La chiesa di San Giuliano è un edificio di culto di Bonate Sotto, della provincia e Diocesi di Bergamo. La chiesa è sconsacrata al culto.
Dell'antica struttura rimane a testimonianza solo l'abside romanica.

## Storia
La chiesa, come il monastero annesso, ha origini antichissime, citata nel 774 nel lascito testamentario di Taidone del 774, gasindio del longobardo re Desiderio, che prima dell'arrivo di Carlo Magno lasciò ogni bene di cui godeva il giuspatronato alla chiesa di Bergamo e poi edificio religioso inserito nel monastero femminile dell'ordine benedettino. la chiesa sarebbe stata costruita per desiderio della regina Teodolinda, informazione che non trova un fondamento certo. Nel 1260 la chiesa è inserita nell'elenco delle chiese che dovevano versare un censo alla chiesa di Roma per una cifra indicata di 6 denari.
La storia monastica è poco conosciuta, si sa che fu unito a quello di San Giorgio di Spino nel 1313, e nel quattrocento a quello di in Valmarina per fondare poi, quando questo non era più sicuro, il monastero benedettino di Bergamo.
La chiesa fu chiusa al culto dopo il 1781, diventando proprietà privata a cui fu aggiunto un corpo di fabbrica a uso rurale, e successivamente a uso di civile abitazione.

## Descrizione
L'edificio si presenta come un'abitazione civile con il lato a sud a due tre file di finestre e la chiusura delle monofore antiche, che indicano le presenza di due piani interni. Era infatti stata inserita una soletta che ha completamente trasformato l'antica navata della chiesa.
Dell'antico edificio rimane l'abside, protetta da un tettuccio moderno che ha eliminato quello autentico, ma conserva la muratura in ciottolato a lisca di pesce. L'abside è tripartita da sottili lesene coronate di capitelli raffiguranti figure geometriche e sei archetti. La parte superiore ha un'apertura a forma di croce
Nel lato a sud un'apertura lunettata, poi chiusa, che doveva essere l'ingresso laterale all'aula. Il lato a settentrione mantiene intatta la muratura a lisca di pesce, e i cantonali realizzati in blocchi di ceppo che furono sagomati con cura.